# Coenosia diluta
Coenosia diluta är en tvåvingeart som beskrevs av Stein 1913. Coenosia diluta ingår i släktet Coenosia och familjen husflugor. Inga underarter finns listade i Catalogue of Life.